# Сборная Бонайре по футболу
Сборная Бонайре по футболу (нидерл. Bonairiaans voetbalelftal; папьям. Selekshon Bonerianu di futbòl) — национальная команда, представляющая Бонайре на международных футбольных турнирах и товарищеских матчах. Контролируется Футбольной федерацией Бонайре. Сборная не является членом ФИФА и поэтому не может выступать на чемпионатах мира, но играет в чемпионатах КОНКАКАФ, где она считается одной из слабых команд.

## История

### 1960—2013
Футбольная федерация Бонайре была официально образована в 1960 году, но ещё до этого сборная Бонайре проводила неофициальные матчи со сборными Арубы и Кюрасао. До 2010 года футболисты с Бонайре выступали в составе сборной Нидерландских Антильских островов. Сборная Бонайре стала членом Карибского футбольного союза 19 апреля 2013 года.

### С 2014 года
1 июня 2014 года команда Бонайре сыграла свой первый матч в соревнованиях КОНКАКАФ, обыграв сборную Американских Виргинских Островов со счётом 2:1 в предварительном раунде Карибского кубка. Двумя днями позже сборная Бонайре добилась безголевой ничьей в матче с Монтсерратом, что позволило команде возглавить свою группу и выйти во второй раунд квалификации ― в одну группу со сборными Мартиники, Барбадоса и Суринама. 10 июня 2014 года, всего через несколько дней после успешного выступления в предварительном раунде отбора к Карибскому кубку, сборная Бонайре стала полноправным членом КОНКАКАФ. После одной победы и двух поражений во втором раунде квалификации команда не смогла выйти из группы; при этом она была близка к тому, чтобы пройти в следующий раунд как лучшая сборная, занявшая третье место, но уступила Доминиканской Республике, у которой была превосходящая разница мячей.
В сентябре 2019 года заявка сборной Бонайре на членство в ФИФА была отклонена.

## Стадион
Свои домашние матчи команда проводит на Муниципальном стадионе в Кралендейке, вмещающем 3000 человек.
- До реновации
- После реновации в марте 2014 года